# クヴェルフィヤットル
クヴェルフィヤットル（アイスランド語: Hverfjall、Hverfell）は、アイスランド北部、ミーヴァトン湖の東2kmにある火山。
クラプラ火山系を構成する火山の一つ。約2700年前のマグマ水蒸気噴火によってできたタフリングである。名称は「温泉山」意味する。山体の比高は約150m。火口は直径1km、深さ140m程度。

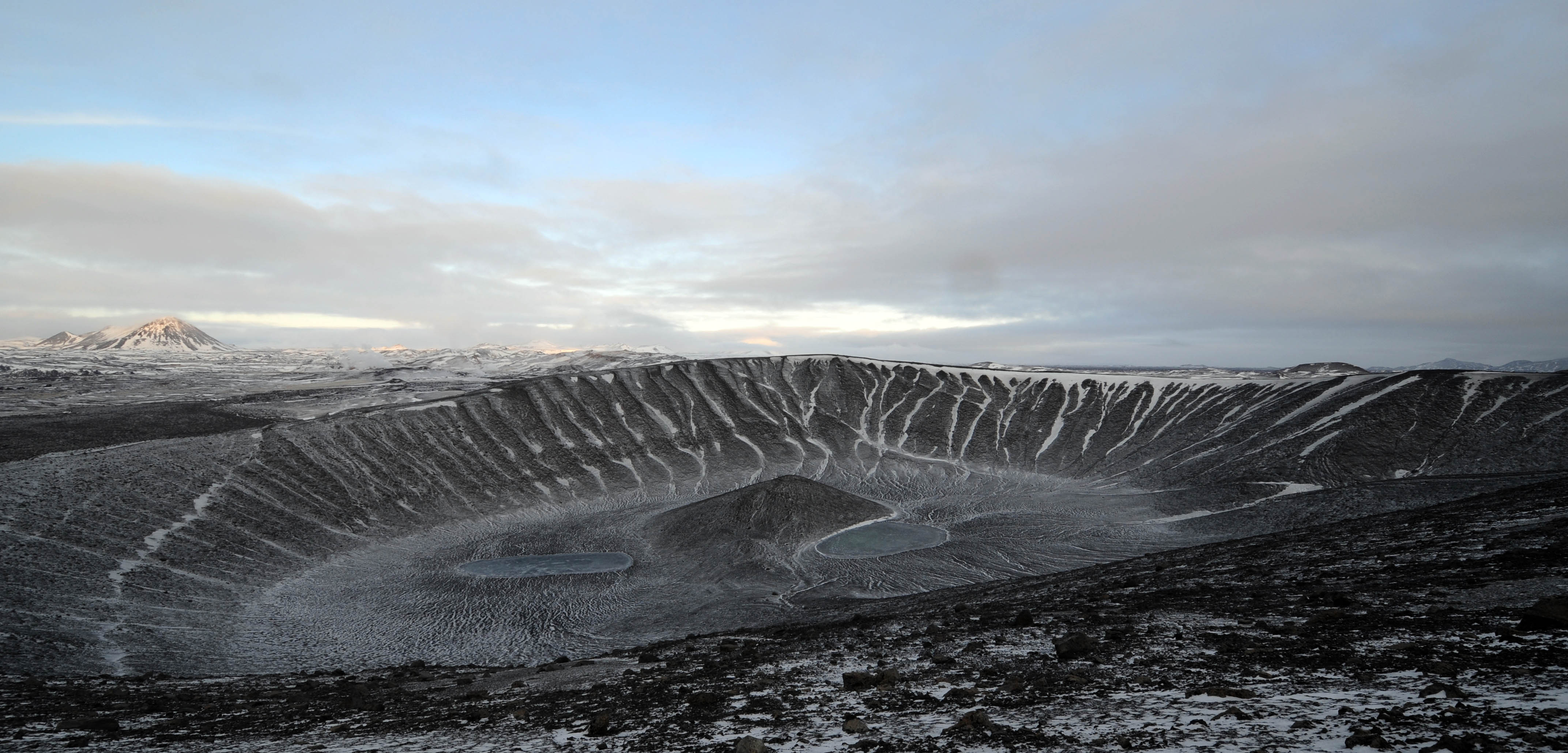
火口